# なごみ文庫
なごみ文庫（なごみぶんこ）は、日本の出版社・ハーヴェスト出版が2007年11月1日に創刊し刊行されていたライトノベル系文庫レーベル。マスコットキャラクターはなごみちゃん（キャラクターデザイン・異識）。
同社のハーヴェストノベルズがアダルトゲームの小説化作品を中心に刊行しているのと同じく、なごみ文庫もアダルトゲームを含む美少女ゲームの外伝作品やアンソロジーのみを刊行していた。ただしこちらは作品中にストレートな性表現は無く「一般向け小説」とされている所がハーヴェストノベルズとの相違点である。
Key作品の小説化に積極的である。特に、2008年10月にKeyの親会社であるビジュアルアーツが刊行した「VA文庫」が出てからはより一層この傾向が強くなった（実際にそれ以来毎月Key作品の小説が出版された）。
刊行ペースは不定期だが、2008年7月以降はほぼ毎月刊行されていた。
2008年12月に、「なごみ文庫創刊一周年してました」キャンペーンを行い、東京・秋葉原のアニメイトやとらのあななど、全国各地で購入者に記念グッズを配布した。

## 作品一覧
カッコ内は「著者/挿画」。
- 恋姫†無双外伝 紫電一閃! 華蝶仮面（御門智 原作：BaseSon/水月悠）

1. 成都を駆ける一陣の風
2. 赤壁は燃えているか
3. わたしを愛した覇王（3の上巻）
4. わたしが愛した魔王（3の下巻）

- リトルバスターズ! SSS（アンソロジー 原作：Key）

1. Vol.1（執筆者：糸井健一・児玉新一郎・相馬崇）
2. Vol.2（執筆者：糸井健一・児玉新一郎・雑賀匡）
3. Vol.3（執筆者：糸井健一・児玉新一郎・雑賀匡）
4. Vol.4（執筆者：内田竜宮丞・児玉新一郎・雑賀匡）
5. 三枝葉留佳の事件簿（雑賀匡/ひづき夜宵）

- リトルバスターズ! エクスタシーSSS（アンソロジー 原作：Key） 上作品の十八禁版が原作だが、性的な表現はない。

1. Vol.1（執筆者：歌鳥・上沼義一・村田治）
2. Vol.2（執筆者：歌鳥・内田竜宮丞・児玉新一郎）
3. Vol.3（執筆者：歌鳥・児玉新一郎・澤渡やよい）
4. Vol.4（執筆者：歌鳥・内田竜宮丞・上沼義一）
5. Vol.5（執筆者：糸井健一・歌鳥・相馬崇）
6. Vol.6（執筆者：上沼義一・雑賀匡・犀川結城）
7. Vol.7（執筆者：歌鳥・春原ロビンソン・御門智）
8. 僕らの学園祭戦争（村田治/ひづき夜宵）

- えたーなる☆ふれんど 〜Fromはぴねす!〜（水碕睦月 原作：ういんどみる/せんむ）

渡良瀬準を主人公にした外伝作品。
- 聖なるかな 〜光をもたらす者編〜（小形聖史 原作：ザウス/白凪マサ）

上下巻。
- ブラッドチューン THE NOVELIZATION（糸井健一 原作：ニトロプラス×5pb./ユキヲ）

『CHAOS;HEAD』の外伝作品。劇中に出てくる架空のアニメ（劇中劇）『ブラッドチューン THE ANIMATION』のキャラクター、星来オルジェルのストーリー。
- かおす;へっど（執筆者：糸井健一・小形聖史 原作：ニトロプラス×5pb.）

『CHAOS;HEAD』のちびキャラ化パロディ作品。
- くらなど。（原作：Key）

『CLANNAD』のちびキャラ化パロディ作品。
1. Vol.1 (執筆者：水崎睦月・秋月ひろ)
2. Vol.2 (執筆者：水崎睦月・秋月ひろ・秋タカシ)

- ニトロプラス劇場 SMG -凄く真面目な外伝-（野山風一郎 原作：ニトロプラス/sayori）

『スマガ』の短編集。
- りとばす。（原作：Key）

『リトルバスターズ! エクスタシー』のパロディ作品。
1. Vol.1 (執筆者：糸井健一・歌鳥・児玉新一郎)
2. Vol.2 (執筆者：糸井健一・歌鳥・児玉新一郎)

- CLANNAD SSS（アンソロジー 原作：Key）

1. opal (執筆者：雑賀匡・歌鳥・秋月ひろ)
2. emerald (執筆者：歌鳥・児玉新一郎・秋月ひろ)
3. sapphire (執筆者：歌鳥・秋月ひろ・児玉新一郎)

- ひぐらし。（原作：竜騎士07/07th Expansion）

『ひぐらしのなく頃に 』のパロディ作品。
1. Vol.1 (執筆者：御門智)
2. Vol.2 (執筆者：御門智)

- 花と乙女に祝福を 短編集（執筆：歌鳥、原作：ensemble/ひなたもも、蜜キング）